# Ryan van Esch
Ryan van Esch (4 april 1966) is een Nederlands voormalig fotomodel, televisiepresentator en ondernemer.
Van Esch is vanaf zijn 19e jaar werkzaam als professioneel fotomodel. Hij was onder meer het gezicht van de kledingmerken Diesel, Nike en C&A, liep modeshows voor Hugo Boss, deed commercials voor Calvin Klein en stond model voor onder meer Ralph Lauren en Philips. In 2001 presenteerde van Esch een autoprogramma en in 2002 een kinderprogramma voor Veronica.
Buiten deze werkzaamheden is Van Esch sinds 1984 eigenaar geweest van een automobielbedrijf (BMW), een schoonmaakbedrijf en een ICT-bedrijf. Met zijn eigen BMW race team heeft hij in Nederland, Duitsland, België en Frankrijk deelgenomen aan wedstrijden en met enige regelmaat het podium mogen betreden.
In 2003 en 2006 deed Van Esch mee aan het survival televisieprogramma Expeditie Robinson. De tweede keer won hij de "All Stars" versie, "Strijd der Titanen" en mag zich sindsdien Robinson der Robinsons noemen.
In januari 2004 was Van Esch een van de geïnterviewden in het populair medische programma Vinger aan de Pols om te vertellen over zijn haartransplantatie, die nodig werd door een allergische reactie op gebruik van een verkeerde shampoo. Daarnaast is van Esch in de jaren regelmatig te gast geweest bij verschillende programmamakers (radio en TV) om over zijn actieve en bijzondere levensinstelling geïnterviewd te worden.
Van Esch is sinds 2004 zeer actief in de RIB Rally sport. Met zijn team weet hij als teamcaptain internationaal menig overwinning op naam te zetten. In o.a. 2006 is het team wereldkampioen geworden tijdens de zeer zware Endurance rally in Thailand. Naast deze competitie geeft van Esch vaartrainingen en verzorgt hij evenementen op en om het water.